# Державний архів Київської області
Держа́вний архі́в Ки́ївської о́бласті (ДАКО) — головна архівна установа Київської області, структурний підрозділ Київської обласної державної адміністрації, який підзвітний та підконтрольний голові обласної державної адміністрації та Державній архівній службі України. 

## Історія
29 травня 1922 року створено Київський Центральний історичний архів, який підпорядковувався Головному архівному управлінню Наркомату освіти УСРР. Основою документальної колекції установи стали документи Київського губернського архіву та матеріали ліквідованих установ, що існували в Києві та Київській губернії до 1917 року, а також радянських установ, ліквідованих на час організації архіву. З січня 1923 року архів було підпорядковано Центральному архівному управлінню при ВУЦВК, з жовтня 1925 року — Київському окружному архівному управлінню. 
З 1932 року у зв'язку з утворенням Київської області, Київський Центральний історичний архів перейменований на Київський обласний історичний архів та підпорядкований архівному управлінню при Київському облвиконкомі. У серпні 1936 року в Київському обласному історичному архіві був створений читальний зал. 
У березні 1939 року архів був перепідпорядкований Київському обласному управлінню НКВС УРСР (з 1946 року — управлінню МВС УРСР по Київській області).
Напередодні Великої Вітчизняної війни на зберіганні в архіві перебувало 5677 фондів, 3 888 550 справ та 30 тонн документальних матеріалів у розсипу, які знаходились у сховищах в різних районах міста. У липні 1941 року частина фондів архіву була евакуйована до Харкова, а в 1942 році — до Златоусту Челябінської області.
У період нацистської окупації в листопаді 1941 року з архівних документів, що залишились у м. Києві, окупаційною владою створено Київський крайовий історичний архів, який безпосередньо підпорядковувався керівнику архівів, бібліотек, музеїв Райхскомісаріату України доктору Вінтеру. З колекції архіву до Німеччини були вивезені документи про Магдебурзьке право в містах України, німецьких колоністів, Першу світову війну та перебування німців на Україні в 1918 році. 
Під час війни було втрачено частину фондів архіву. 17 вересня 1941 року сховище документів архіву у Феодосіївській церкві Києво-Печерської лаври було підпалене прямим попаданням німецької запалювальної бомби, пожежею знищено будівлю, обладнання, документи відділу фондів Жовтневої революції та соціалістичного будівництва, а також весь довідковий апарат на ці фонди. У вересні-жовтні 1943 року німецькі вояки викинули зі сховищ архіву на території Лаври більше 70 фондів загальною кількістю 150 тисяч одиниць зберігання та використали їх для опалення бліндажів та укріплення траншей. 4 листопада 1943 року, перед самим визволенням міста Червоною Армією, німці підпалили архівосховище по вул. Кірова (нині — вул. Михайла Грушевського), де згоріли близько 240 тисяч справ.
8 листопада 1943 року, одразу після визволення міста, Київський обласний історичний архів відновив свою роботу. З листопада 1943 року по травень 1944 року архівісти в умовах воєнного часу збирали документи установ, підприємств та організацій, які існували в м. Києві та Київській області в період нацистської окупації. У 1944 році створена науково-довідкова бібліотека, куди увійшли книжковий, журнальний, газетний фонди та примірники спеціальних видань — листівок, плакатів, креслень. Поступово була здійснена реевакуація документів зі Златоусту.
Після організації у Києві Центрального державного історичного архіву, який розпочав роботу 1 січня 1944 року, до нього були передані архівні фонди установ та організацій, що існували до 1917 року і діяльність яких виходила за межі Київської губернії. У зв'язку з цим, Київський обласний історичний архів отримав нову назву – Київський обласний державний архів. 
З червня 1960 року Київський обласний державний архів було виведено з системи МВС УРСР і підпорядковано архівному відділу Київського облвиконкому.
З 1980 року архів отримав сучасну назву — Державний архів Київської області. 
У зв'язку з ліквідацією архівного відділу Київського облвиконкому, відповідно до рішення Київської обласної ради народних депутатів VI сесії ХХ скликання від 27 вересня 1988 року, Державний архів Київської області перепідпорядкований Київському облвиконкому (з березня 1992 року — структурний підрозділ Київської обласної державної адміністрації, підзвітний і підконтрольний голові обласної адміністрації та Державному комітету архівів України (з грудня 2010 р. — Державній архівній службі України).
У 1991 році після припинення діяльності Комуністичної партії України на зберігання до архіву надійшло більш ніж 4,5 тисяч фондів архіву Київського обласного комітету Комуністичної партії України.
Протягом 1993–1995 років від Управління Служби безпеки України по Києву і Київській області до архіву надійшло близько 116 тисяч фільтраційних справ на громадян, депортованих у роки нацистської на примусові роботи до Німеччини.
У грудні 2007 року до державного архіву надійшло біля 2 тисяч книг реєстрації актів цивільного стану, метричних книг відділу реєстрації актів цивільного стану Головного управління юстиції в Київській області за 1919–1933 роки.

## Фонди
Станом на 1 січня 2015 року в архіві знаходиться на зберіганні 7055 фондів, 2 438 975 справ, 7515 мікрофотокопій, 22 884 фотодокумента за 1916–2014 рр.
Довідково-інформаційний фонд архіву на 1 січня 2015 року нараховував 11 206 примірників книг та брошур, 10 979 журналів, 1 730 підшивок газет, 1 374 примірники спеціальних видань — листівок, плакатів, креслень. 

## Зображення

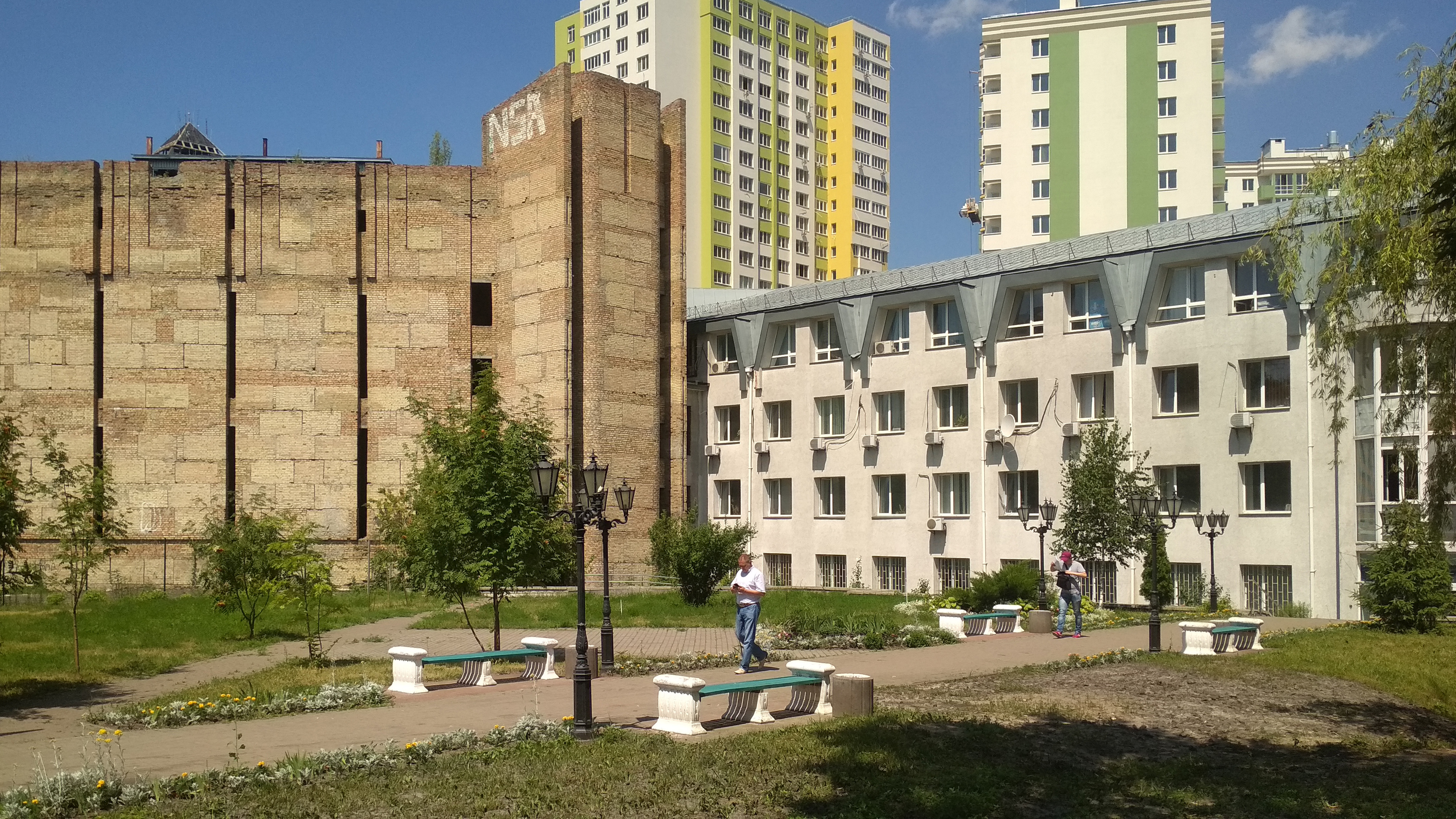
Будинок № 40 та недобудоване сховище архіву
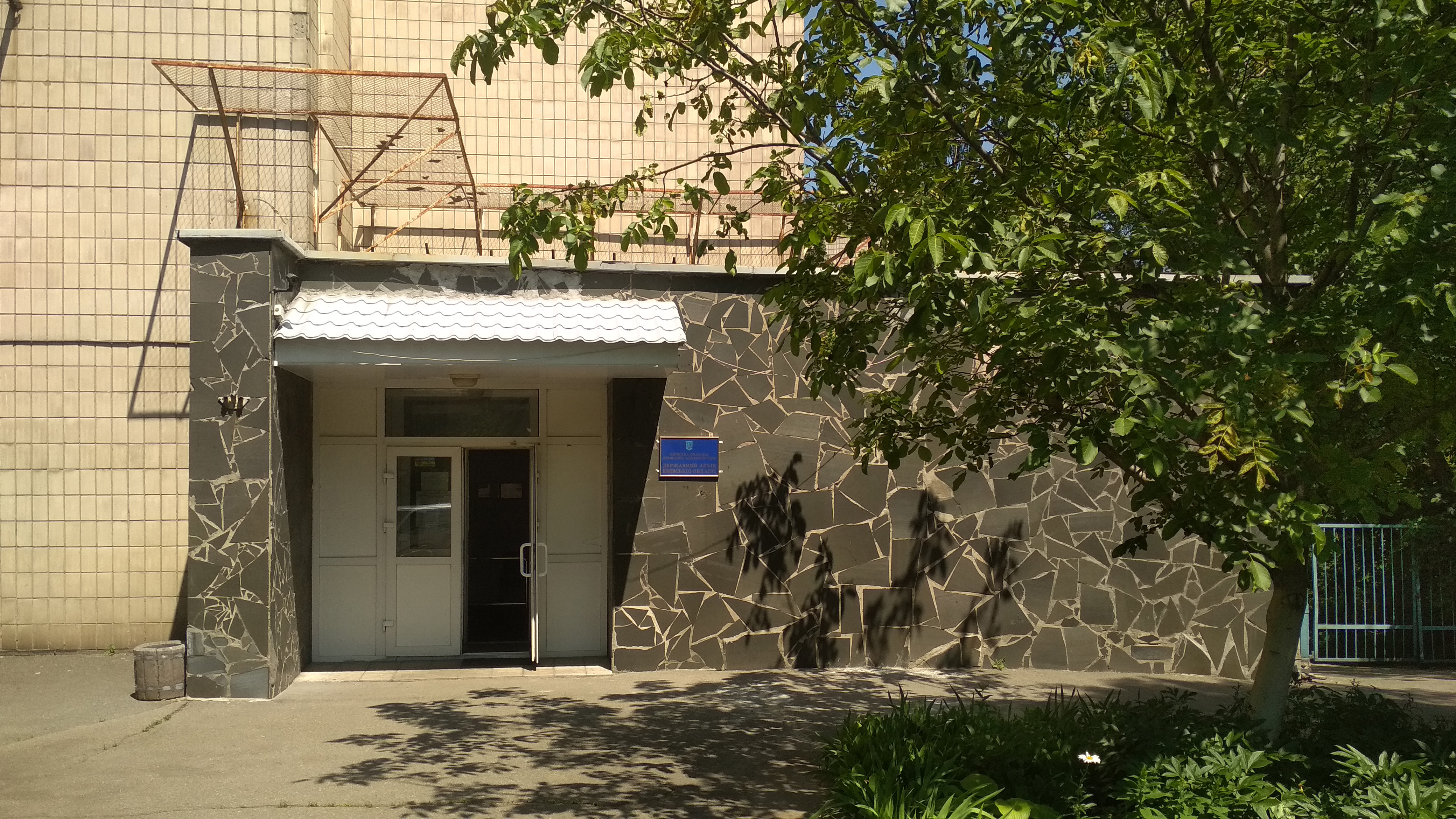
Вхід до будинку № 38
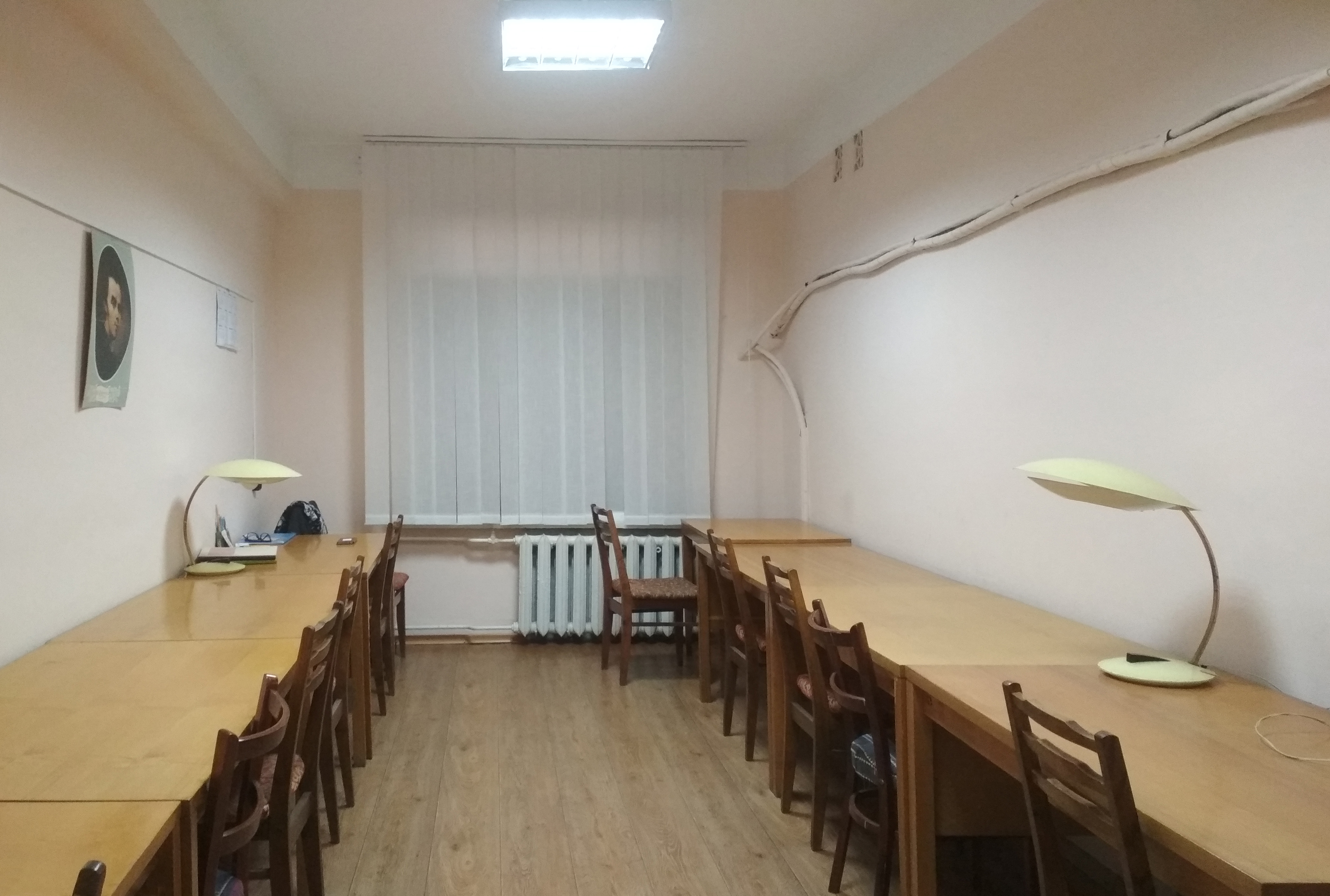
Читальний зал архіву на вул. Солом'янській